# Consonant oclusiva
Una consonant oclusiva (o simplement oclusiva en l'àmbit de la fonètica) és aquella consonant que s'articula produint una interrupció o tancament total del pas de l'aire durant un moment (d'aquí ve el nom d'oclusiva). Aquest terme sol limitar-se a les consonants orals, encara que les consonants nasals estrictament també serien "oclusives".
Les oclusives més freqüents en diferents llengües són [p], [t], [k] i [m].
No existeixen vocals oclusives, només consonants, que es poden dividir en sonores o sordes segons si vibren o no les cordes vocals. Igualment hi ha llengües que diferencien entre oclusives llargues i breus segons el temps que es produeix l'oclusió.
En català, són oclusius els sons [p], [b], [t], [d], [k], [g]. En una part del mallorquí s'hi troben també les oclusives palatals [ɟ] i [c] com a variants posicionals de les velars davant de vocals anteriors.
L'Alfabet fonètic internacional descriu aquestes oclusives:
| - [p] Oclusiva bilabial sorda - [t̪] Oclusiva dental sorda - [t] Oclusiva alveolar sorda - [ʈ] Oclusiva retroflexa sorda - [c] Oclusiva palatal sorda - [k] Oclusiva velar sorda - [q] Oclusiva uvular sorda - [ʡ] Oclusiva epiglotal sorda - [ʔ] Oclusiva glotal sorda | - [b] Oclusiva bilabial sonora - [d̪] Oclusiva dental sonora - [d] Oclusiva alveolar sonora - [ɖ] Oclusiva retroflexa sonora - [ɟ] Oclusiva palatal sonora - [ɡ] Oclusiva velar sonora - [ɢ] Oclusiva uvular sonora |